# Hrabrost
Hrabrost, neustrašivost ili junaštvo je jedna od četiri osnovne vrline. Osnovu joj čini jaka i stabilna želja za ispunjavanjem svoje osobne obaveze usprkos velikim preprekama, opasnostima i teškoćama. Hrabar čovjek se osjeća sposobnim i dovoljno je samopouzdan da riskira.
Hrabrost daje snagu i ustrajnost da se prevladaju teškoće i strah te olakšava nastojanje u pronalasku rješenja. Ona može biti i spremnost da se žrtvuje vlastiti život. Hrabrost nije poricanje straha ni odsutnost straha. Naprotiv, ona je odluka da se iz slobodnog izbora učini ono što je potrebno, unatoč osjećaju straha.
Razlikujemo 
- fizičku hrabrost koja označava sposobnost suočavanja sa strahom, bolom ili rizikom od ozljede, smrti.

- moralnu hrabrost koja znači sposobnost da se ide protiv mišljenja drugih ljudi, riskirajući ismijavanje, sramotu ili osude.